# Sanctuaire Notre-Dame-de-la-Garde de Perloz
Pour les articles homonymes, voir Sanctuaire Notre-Dame-de-la-Garde.
Le sanctuaire Notre-Dame-de-la-Garde est un sanctuaire diocésain de l'Église catholique se trouvant dans la commune italienne de Perloz, dans la basse vallée du Lys, en Vallée d'Aoste.
Il se situe sur une pente dominant le bourg de Pont-Saint-Martin.

## Histoire
Selon la tradition, une chapelle a été construite à l'endroit où se trouve aujourd'hui le sanctuaire au XIIe ou au XIIIe siècle, après qu'une statue de la Vierge y avait été retrouvée, cachée depuis l'époque des invasions des Barbares. L'édifice actuel, qui a remplacé la chapelle, remonte au XVIe siècle. Il a été reconstruit au XVIIIe siècle.
La procession au sanctuaire a lieu le 8 septembre.

## Description
Le sanctuaire se compose de plusieurs éléments architecturaux stratifiés au cours des siècles. Une urne décorée avec une statue du Christ au sépulcre est conservée dans la chapelle. L'église est formée par un clocher roman avec une maison hospitalière pour les pèlerins.
Une fontaine se situe sur le parvis de l'église avec un bassin et quinze édicules avec les mystères du Rosaire. Le portique extérieur est soutenu par quatre colonnes.
Un élémosinaire est positionné à l'entrée. Il est en pierre avec le blason des seigneurs de Vallaise et le christogramme IHS. 
La nef unique est divisée en trois travées avec des voûtes sphériques décorées à fresque par Victor Avondo et par son frère en 1831 selon l'iconographie de l'Ancien Testament. La coupole présente les quatre évangélistes et les mystères de la Sainte-Vierge.
Plusieurs ex-voto sont présents dans l'église, entre autres, une statue en bois de la Vierge à l'Enfant (XIVe siècle) et trois autels en bois dorés, dont le maître a été décoré en 1845 par Joseph Vinéa et Denys Fusotto, tandis que les deux latéraux remontent à 1731.
Les statues de Saint Joconde, de Saint Grat et de Notre-Dame-de-la-Garde (XIVe siècle) sont situées au-dessus du maître autel.